# Ptiladarcha consularis
Ptiladarcha consularis là một loài bướm đêm trong họ Crambidae.